# Елі Візель

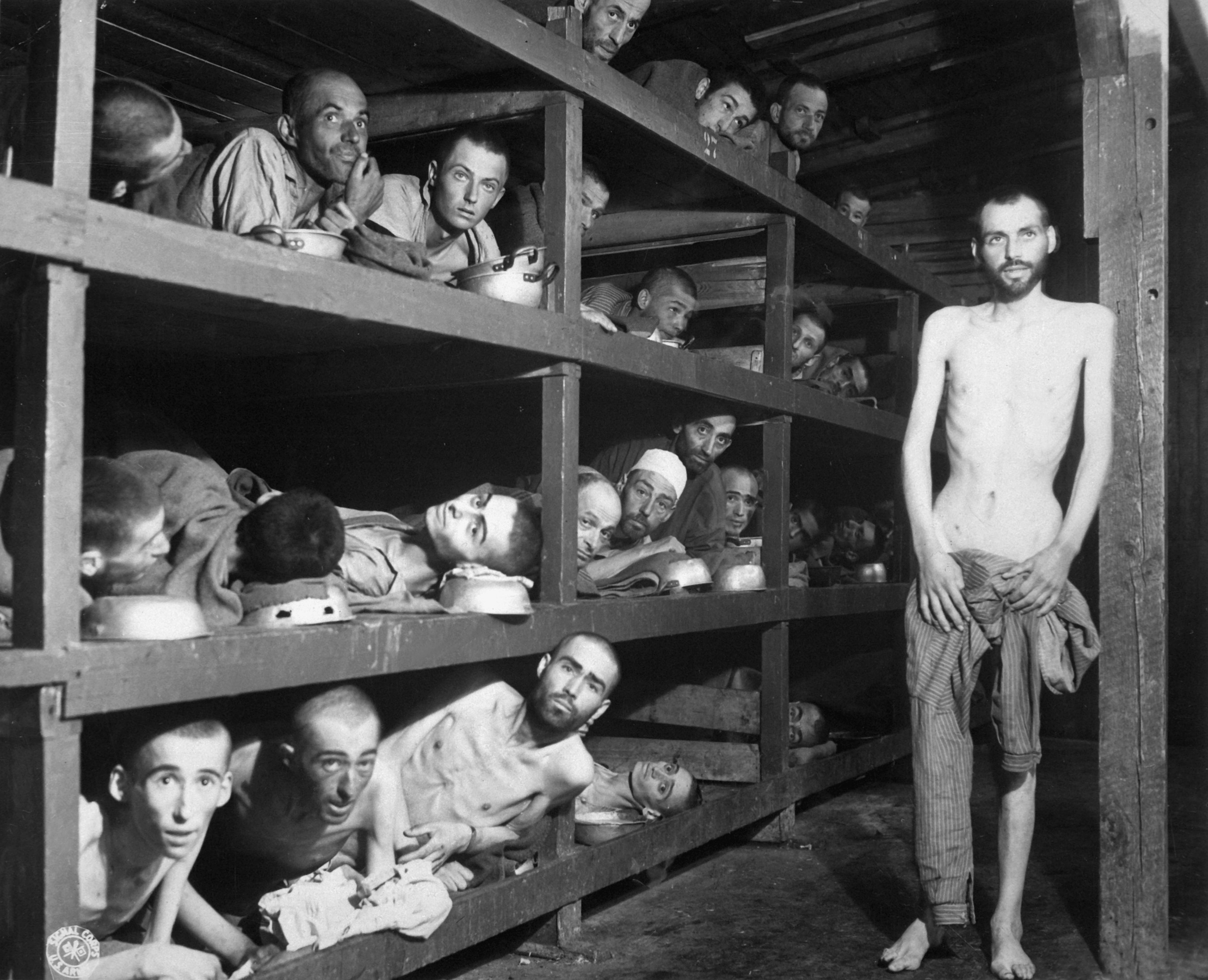
Відома світлина ув'язнених табору Бухенвальд. Візель — сьомий у другому ряду.

Елі Візель (англ. Elie Wiesel; 30 вересня 1928 — 2 липня 2016) — єврейський, французький та американський письменник, журналіст, громадський діяч. Лауреат Нобелівської премії миру 1986 року. Писав на їдиш, французькою і англійською мовами. Завдяки його публікаціям 1950-х років в світі поширилося визначення поняття Голокост. Професор гуманітарних наук Бостонського університету.

## Біографія
Елі Візель народився 30 вересня 1928 р. у місті Мармарош-Сигіт (Мармарощина, Румунія) у єврейській сім'ї. Отримав традиційну єврейську релігійну освіту.
У 1940 році Сигіт був приєднаний до Угорщини. Під тиском нацистської Німеччини у травні 1944-го всі євреї міста, включаючи трьох сестер Візеля і його батьків були депортовані в концентраційний табір Освенцім. У концтаборі загинули його мати і сестра. Візель з батьком були відправлені в трудовий табір, що становив частину Освенціма. Взимку 1944/1945 року їх перемістили з Освенціма в Бухенвальд (т. з. марш смерті), де незабаром після прибуття, в січні 1945 р., його батько загинув від виснаження і хвороб.
У квітні 1945 Бухенвальд був звільнений військами союзників. Візель потрапив до Парижу. У 1948—1951 роках Візель навчався в Сорбонні, де вивчав філософію, і після почав працювати журналістом. У 1955 році переїхав до Нью-Йорку, в 1963 році отримав американське громадянство.
Візель почав літературну кар'єру мовою їдиш (багато років співпрацював з різними періодичними виданнями цією мовою), потім писав головним чином французькою, а в останні роки англійською мовою. Свою першу книгу опублікував в Аргентині їдишем під назвою «І світ мовчав» у 1956 р. Скорочений і адаптований варіант французькою мовою вийшов у 1958 році у під назвою «Ніч» із вступним словом Франсуа Моріака і відразу ж приніс авторові широку популярність. Книга була переведена 18 мовами.
Візель — автор понад 40 книг. Багато творів Візеля присвячені голокосту, єврейській культурі (автобіографічний роман їдишем «І світ мовчав», 1956; «Світанок», 1961; «День», 1961; «Пісня мертвих», 1966; «Жебрак з Єрусалиму», 1968; «Через покоління», 1970; «Євангеліє пошматованого єврейського поета», 1980; «Сутінки», 1987). У 1965 р. Візель здійснив поїздку по Радянському Союзу з метою отримати достовірні відомості про становище євреїв у СРСР, під час якої зустрівся з тисячами представників єврейської громади. Під враженням від побаченого і почутого Візель написав книгу «Євреї мовчання», яка вийшла в світ роком пізніше. У ній закликав міжнародну громадськість допомагати євреям СРСР, протестувати проти політики радянської влади.
Візель викладав у Єльському, Бостонському, Джорджтаунському університетах. Відомий своєю громадською діяльністю. Він очолював Президентську комісію з голокосту, в 1980—1986 роках був головою Американської меморіальної ради з голокосту. У 1985 р. нагороджений золотою медаллю Конгресу США, в 2006 році удостоєний звання почесного лицаря Великої Британії.
1 лютого 2007 року 22-річний заперечувач Голокосту Ерік Хант спробував викрасти Візеля під час «Конференції з проблем обмеження насильства у світі» в Бостоні. Через кілька тижнів поліція Нью-Джерсі заарештувала Ханта, що втік з місця події. Візель стверджує, що і раніше він отримував погрози від заперечувачів Голокосту.
Візель став ініціатором міжнародної кампанії на підтримку Михайла Ходорковського, початої в червні 2010 року.

## Праці

### Українські переклади
- Візель Елі. Ніч. Світанок. День / Пер. з фр. — Київ: Дух і літера, 2006. — 266 с. ISBN 966-378-014-2